# 無限戦記ポトリス
『無限戦記ポトリス』（むげんせんきポトリス）は、2003年4月5日から2004年3月27日までテレビ東京系において放送されたテレビアニメ。全52話。

## 概要
韓国で人気を博したオンラインゲーム『ポトリス』を原案にしたアニメである。バンダイがポトリスの日本運営を担当した繋がりで、バンダイ子会社のサンライズが韓国現地の制作会社である同友アニメーションと共同で制作した。
また、2003年（平成15年）4月から2004年（平成16年）1月までの10カ月間、コミックボンボンで漫画連載もされた。著者はタモリはタル。なお、キャラクターデザインがアレンジされている他、設定にも若干異なるところがある。こちらではアニメ版におけるダークシティ攻略戦でストーリーが完結している。
VHS化やDVD化のソフト化はされていないが、2024年5月に本作の総監督だった鴫野彰が逝去したことを受け、後述する『新幹線変形ロボ シンカリオン』シリーズの3タイトルでのコラボレーションにてPixivで一部解禁されている。
放映終了後、本作の漫画連載を行なっていたコミックボンボンは2007年を最後に休刊した。なお、サンライズ作品（2015年4月以降はバンダイナムコピクチャーズに制作を移管）における少年漫画誌での連載は『バトルスピリッツ』シリーズでのケロケロエース（「少年突破バシン」、「少年激覇ダン」、「ブレイヴ」の3作）および最強ジャンプ（「覇王」、「ソードアイズ」、「最強銀河 究極ゼロ」の3作）まで5年の間、事実上途絶える事となっている。なお、講談社での少年雑誌向けでの連載・掲載としては、2014年の『トライブクルクル』まで10年中断する。その後2015年の『ブレイブビーツ』を挟み、2020年の『最響カミズモード!』までの14年間、ブランクを置く事となっている。

## ストーリー
機械生命体が平和に暮らすポトリス・プラネットに突如、世界征服を目論むダーク軍とその総統・ダークポトリスが現れた。ダークポトリスを倒すため、正義の戦士・ポトリスナイツたちはダーク軍の本拠地、バベルタワーへ潜入するが、そこは超時空破壊砲の発射台だった。ダークポトリスがポトリスナイツたちを葬るべく超時空破壊砲のスイッチを入れた瞬間、天空からカプセルに入った少年、ユウマが落ちてくる。ユウマはドラゴンブルーと融合し、特殊な能力を発揮できる突然変異体だった。
やがて、ポトリスナイツたちはダークポトリスに驚異的なパワーを見せつけるが、再び放たれた超時空破壊砲の攻撃によってはるか彼方に飛ばされてしまう。しかし、ポトリスナイツたちはポトリス・プラネットに平和を取り戻すべく、再びバベルタワーを目指して戦渦の道を行く。

## キャラクター
元となったキャラクターについては「ポトリス(キャラクター)」を参照。

### メインキャラクター
ドラゴンブルー
声 - 川本克彦（タイトルコールも兼任）
本作の主人公。「青龍のキャロット」。青龍のポトリスナイツで、人型にポトリス・ライズ（変形）する。正義感が強い実直なタンク。ポトリスナイツのリーダーである。メンバー中では特にユウマと親しい。一人称は「私」。年齢は24歳。砲身から強烈なエネルギー弾を発射する「ブルーバーン」やエネルギー弾を三分割して発射する「トリプルバーン」、頭部を回転させてエネルギー弾を連射する「大回転ボンバー（だいかいてんボンバー）」、ポトリス・ライズ時に使用するブルーバーンの上位技・「青龍波動弾（せいりゅうはどうだん）」やトリプルバーンの上位技・「青龍分裂弾（せいりゅうぶんれつだん）」、エネルギー弾を相手に投げる「青龍大鉄拳（せいりゅうだいてっけん）」、アッパーライズ後の背中から支柱を出して自身の位置を固定し、強烈なビームを発射する「青龍烈波弾（せいりゅうれっぱだん）」、青龍大鉄拳の上位技である「青龍轟鉄拳（せいりゅうごうてっけん）」といった青龍を模した個別の必殺技を持つ他、ユウマと融合してからバレルやロゼキャリーと共に繰り出す強力なビーム攻撃・「三位一体光の剣（さんいいったいひかりのけん）」、アッパーライズ時の全砲一斉射撃技・「超無限合体オメガ激烈弾（ちょうむげんがったいオメガげきれつだん）」などの連携攻撃を使用する。両目はライト機能を持ち、タンクモード時のフロントやナイツモード時の胸部から機械にアクセスする機能を持つ機材やバーナーが仕込まれたマニピュレーターや射出式フックを展開可能。また、頭部から無線機能付きのアンテナを展開し、アッパーライズ後は背中のブースターでの飛行も可能。元となったキャラクターは「キャロットタンク」。
漫画版では光の剣の描写が両腕にバレルやロゼキャリーが合体して光の大剣を生成するものとなっており、他にもポトリス・ライズ時に足のキャタピラを回転させて蹴りを放つ「回転履帯脚（かいてんりたいきゃく）」や連続パンチの「双龍連射拳（そうりゅうれんしゃけん）」、左手でのアッパーを繰り出す「龍牙・昇天（ドラゴンファング・しょうてん）」という技も使用した。また、彼や他のナイツのフルネームはロゼキャリー共々コンマで区切られている。
ユウマ
声 - 白石涼子
本作のもう一人の主人公。「ストレンジャー」と呼ばれる人間の男の子。年齢は10歳。記憶を失っており、本名は不明。元気な性格で、スリングショットやリボルギアでブルーたちを援護する描写も見られた。「ユウマ」という名は、ポトリスワールドに自生している木の実、「ユウマの実」から取られたものである（設定上はUMAおよびアメリカ先住民のユマ族から来ている）。第1話で、超時空破壊砲の起こした時空の歪みからポトリスワールドにやって来た。ドラゴンブルーと融合する能力を持つ。
タイガーバレル
声 - 咲野俊介
「白虎のデューク」。白虎のポトリスナイツ。好色家で軽い性格の持ち主だが、友情に厚い一面を持つ。レーザーパサマの偽の告白にだまされたこともある。年齢は19歳。必殺技は二連主砲からエネルギー弾を発射する「バレルバーン」やその二連射版・「ダブルバーン」、ポトリス・ライズ時のバレルバーンの上位技・「白虎波動弾（びゃっこはどうだん）」や前足の爪で切り付ける「白虎斬撃爪（びゃっこざんげきそう）」、連続でエネルギー弾を乱射する「白虎連続弾（びゃっこれんぞくだん）」、アッパーライズ時に放つ白虎波動弾の上位技にして炸裂式のエネルギー弾・「白虎猛散弾（びゃっこもうさんだん）」や白虎斬撃爪の上位技・「白虎超斬撃（びゃっこちょうざんげき）」。この他、最終決戦ではブルーを除く全ポトリスナイツのエネルギーをカタパルトのカタパルト部分に集約して発射する「ポトリスナイツ無限撃滅弾（ポトリスナイツむげんげきめつだん）」を使用した。他にもタンクモードのフロントからバーナー付きマニピュレーターや射出式フックを展開でき、両目はライトやホログラム投影機能を持ち、機体後部からは牽引用のマグネット付きワイヤーを射出可能。元となったキャラクターは「デュークタンク」。
デュアル・ロゼ
声 - 茶風林
「鳳凰のミサイル」。鳳凰のポトリスナイツ。ミサイル戦車のミサイル部分。年齢は27歳（キャリーも同様）。キャリーの兄で、一人称が「アタシ」であるなど、女性のような口調で話す。時折ファッションチェックを好む一面を見せ、感情が高ぶると口調が荒くなる。キャリー共々ダーク軍の攻撃で父親を失っており、親友のフロイドたちとも生き別れとなっている。他者からはキャリーと二人まとめて「ロゼキャリー」と呼ばれる。キャリーと共通の必殺技は自らが射出されて相手に突撃する「フライアップジェットアウト」、ポトリス・ライズ時のフライアップジェットアウトの上位技・「鳳凰誘導撃（ほうおうゆうどうげき）」、アッパーライズ時の鳳凰誘導撃の上位技・「鳳凰爆導撃（ほうおうばくどうげき）」。頭部からは無線機能付きのアンテナを展開可能。元となったキャラクターは「ミサイル」。
漫画版では女性となっている。
デュアル・キャリー
声 - 神谷浩史
「鳳凰のミサイル」。同じく鳳凰のポトリスナイツ。ミサイル戦車の本体部分。ロゼの弟で、こちらも女性的な口調で喋る。文学や映画を好み、薀蓄などの知識が豊富。ロゼ共々ユウマを「ユウちゃん」と呼ぶ。ロゼに対する呼び方は呼び捨てであったり「お姉様」であったり一定していない。必殺技は左右バルカン砲での連射技・「キャリーファイヤー」、ポトリス・ライズ時の胸部主砲からレーザーを放つ「鳳凰波動弾（ほうおうはどうだん）」や足での蹴り技・「デュアルキック」、アッパーライズ時の鳳凰波動弾の上位技・「鳳凰超波動（ほうおうちょうはどう）」。両目にライト機能を持ち、タンクモード時のフロントからトリモチ発射機能が仕込まれたバーナー付きマニピュレーターや射出式フックを展開することも可能。元となったキャラクターは「ミサイル」。
ロゼ同様、漫画版では女性である。

### 味方ポトリスナイツ
キャノンガム
声 - 三宅健太
「ラビュリントスの王者」。ミノタウロスのポトリスナイツ。年齢は28歳で、大砲型。性格は豪胆で、幼少時の事故で父母を亡くしている。赤を基調としたカラーリングが特徴で、その指摘に対して「俺は元から赤いんだ!!」と叫ぶことがしばしばある。ナイツモードが人型ということもあり、格闘戦を得意とする。必殺技は砲身からエネルギー弾を放つ「キャノンバーン」、ポトリス・ライズ後の飛び蹴り・「キャノンキック」やパンチ技・「キャノンパンチ」、角から発する磁力で引き寄せた相手に突進する「ミノタウロスマグネホーンミキサー」。砲身からは三本のマグネット付きワイヤーやフックを射出可能で、ポトリス・ライズ後は両足からのジェット噴射で飛行可能。元となったキャラクターは「キャノン」。
クロスダーガ
声 - 竹若拓磨
「森の戦士」（第6話のみ「ユニコーンのクロスボウ」）。ユニコーンのポトリスナイツ。年齢は29歳。バリスタ型をしており、森を愛する冷静沈着なナイツ。故郷の森がダーク軍の侵攻に遭い、その後やって来たブルーたちをダーク軍と誤解して攻撃するも後に和解。中盤からは主にキャノンガムと行動を共にする。必殺技は角から毒のエネルギー弾を飛ばす「ポイズンアロー」、角からレーザーを連射する「ユニコーンポイント」。タンクモードのフロントからはバーナー付きマニピュレーターやフックを展開・射出可能。元となったキャラクターは「クロスボウ」。
カタパルトカタ
声 - 立木文彦
「玄武のカタパルト」。玄武のポトリスナイツ。年齢は49歳。様々な知識を持つ投石機型の老兵で、丁寧な口調で話す。主にクレールの護衛を担い、彼女と行動することが多い。必殺技はカタパルトからプラズマ弾を放つ「ロックボンバー」、ポトリス・ライズ後の甲羅左右の砲身からエネルギー弾を連射する「カタファイヤー」や、ロックボンバーの上位技・「玄武プラズマロック（げんぶプラズマロック）」。タンクモード時のフロントからはフックを射出でき、頭部から無線用のアンテナを展開する他、ポトリス・ライズ後は足からのジェット噴射で飛行も可能。元となったキャラクターは「カタパルト」。
漫画版ではポセ・マイン・マルチ共々原作では参加しなかったダークメガタンク攻略戦に参加している。
ポセバイユート
声 - 天田真人
「海の男」。マーマンのポトリスナイツで、水陸両用のウミサソリ形にポトリス・ライズする。浮遊可能なホバータンク型。渋い性格で、セコインガルとはライバル関係にある。年齢は36歳。必殺技は背中の砲身（ポトリス・ライズ後の尻尾の先端）から水の弾を放つ「コンプレッションボム」、ポトリス・ライズ後の両腕で相手を攻撃する「ポセイドンアタッククロー」。タンクモードのフロントからはフックを射出でき、頭頂部左右にはライトを備えている。元となったキャラクターは「ポセイドン」。
マインスポーケン
声 - 青山穣
「知恵と勇気の翼」。キマイラのポトリスナイツ。マルチココパの兄。年齢は23歳で、爆撃用戦車型。優れた科学者で、ミサイルなどの兵器類に関する高い科学知識や技術力を持つ。当初は自分たちがポトリスナイツであることを知らず、ダーク軍に利用されていた。しかし、ブルーたちの説得によりマルチ共々ブルーたちの仲間となる。必殺技は左右の角の中心からエネルギー弾を放つ「マインバーン」や背中の弾薬庫（ポトリス・ライズ後の両翼付け根）から爆弾を投下する「マインボム」、ポトリス・ライズ後の尻尾の先端から放つ煙幕・「キマイラデススモーク」。マルチとの合体技として、マルチのケルベロス地獄バーナーに自身の翼から放つ風により勢いを加える「ハリケーンブラザーファイヤー」がある。タンクモードのフロントからフックやバーナー付きマニピュレーターをそれぞれ射出・展開可能。元となったキャラクターは「マインランダー」。
マルチココパ
声 - 岸尾大輔
「科学の番犬」。ケルベロスのポトリスナイツ。マインスポーケンの弟で、ミサイルポッド搭載戦車型。年齢は19歳。兄同様科学知識や技術力に長けており、リボルギアを製作したのもマインと彼である。必殺技は背中の九連ミサイルポッドからミサイルを連射する「ナインミサイル」、ポトリス・ライズ後のミサイルポッドから展開する発射口からの火炎放射・「ケルベロス地獄バーナー（ケルベロスじごくバーナー）」。タンクモードのフロントからフックやバーナー付きマニピュレーターを射出・展開可能。元となったキャラクターは「マルチミサイル」。

### 解放軍
クレール・ダン
声 - 小島幸子
ポトリス評議員を務めるポトリス生命体の少女。背中に一対のミサイルを装備。亡き父親オラクルに代わってポトリス評議員となる。当初は内気な性格だったが、ブルーたちに感化される。その後は解放軍の中心人物となり、ダークシティ陥落後はピースシティの市長となる。最終回ではピースシティが危機に陥っても避難せずに残り、ダークポトリスに立ち向かう勇敢な一面を見せた。
フレイム・ボンベーロ
声 - 古川登志夫
大都市・メガロポリスを守る消防車タイプのポトリス生命体で、アジェンダの双子の兄。梯子部分から消化液・「ケミカルバブル」を発射可能。ジャッカルに殺害され、なり変わられる。
アジェンダ・ガミー
声 - 真殿光昭
フレイムの双子の弟。フレイム同様に消防車タイプのポトリス生命体で、ケミカルバブルを発射可能。ブルーたちをダーク軍のスパイではないかと睨み、一旦は投獄する。しかし、ジャッカルがフレイムに変装していたことが明らかとなったため誤解を解き、ブルーたちに協力した。
チャペック
声 - 堀内賢雄
鼻に高射砲を、背中に強力な大砲をそれぞれ持つポトリス生命体の男性。しかし自身は穏やかで臆病な性格のため戦闘は好まず、普段はその大砲を活かして祝砲屋を営んでいる。
ジーナ
声 - 松井菜桜子
踊り子であり、女スパイでもある。ポセバイユートの昔の彼女らしい。

### ヘルターク
デレブイヤ16世
声 - 長嶝高士
アスタッシュ
声 - 小森創介

### コザイ
マチェット
声 - 古谷徹
ハルト
声 - 遠藤純一
オルガ
声 - 西川幾雄

### 人間（ストレンジャー）
アイオー
声 - 宮田幸季
第40話にてシルエット姿で初登場し、本格的な登場は41話から。「スナイパーストレンジャー」と呼ばれる、ユウマを狙う人間の男の子。アイオーという名前はコードネームである。ビーム鞭としても使用可能な高熱を纏うビームサーベルを愛用している。ダークポトリスに加担し（ダークポトリスの命令を聞かないこともある）、ポトリスナイツと敵対する。赤魔龍と共に行動し、彼やダークデストロイアと融合する能力を持つ。
漫画版ではダークシティ攻略戦でストーリーが完結するため登場しない。

### ダーク軍
ダークポトリス
声 - 土師孝也
ダーク軍の総統。ポトリスワールドを力で支配することを目論む悪の親玉で、かつて初代ポトリスナイツに倒されたはずの「ポトリス・フューラー」と同一の存在。一人称は「私」（漫画版では「わし」）。ポトリス市民を集めて巨大兵器を建造させるなど様々な悪事を働く。冷酷非情な性格で、集めた市民や優秀な部下であっても利用価値がないと判断したり、必要とあれば即座に切り捨てる。反面、部下たちからの信頼は厚く、彼らからは「閣下」と呼ばれる。その戦闘力は圧倒的でポトリスナイツも何度も苦汁をなめた。普段はマントを着用しているが、戦闘時は四本指に仕込まれたバルカン砲や両肩に装備した三対のキャノン砲、両胸から展開する左右の主砲や掌のビーム砲、全身から放つエネルギーを駆使して戦う。
漫画版では名前がコンマで区切られている。本体はバベルタワー内の小型チップであり、本体が無事な限り体はいくら損傷しても再生可能。
ブラックデビルタンク・黒魔龍（こくまりゅう）
声 - 小杉十郎太
ダーク軍にありながら、武人としてブルーにも一目置かれる存在。一人称は「俺」（漫画版では「我」）。ブルー同様人型にポトリス・ライズ可能。ブルーを打倒するために命を惜しまず戦いを続ける。装備は両手のバルカン砲と両肩の二連キャノン砲、鼻の主砲。必殺技は体を回転させながら行う全身の砲身からの一斉射撃による多方向同時砲撃・「黒龍大全砲（こくりゅうだいぜんほう）」、ポトリス・ライズ後の右手ガトリング砲からの砲撃・「黒龍炎（こくりゅうえん）」と主砲からエネルギー弾を放つ「黒龍波動弾（こくりゅうはどうだん）」、強化改造後の黒龍波動弾の上位技・「黒龍超波動（こくりゅうちょうはどう）」と黒龍大全砲の上位技・「黒龍超全砲（こくりゅうちょうぜんほう）」。ガトリング砲は展開して指となり、相手を捕らえる際に使用される。ワームホールを展開しての瞬間移動も可能。
生みの親であるダークポトリスに逆らうことがあり、独自で行動することが多い。中盤では自我を持たず、茶色を基調としたカラーリングを持ち、能力のやや劣る量産型が登場した。中盤にて重傷を負った際にダークポトリスによって強化改造を施され、両手の装備も五連砲に強化される。しかし、最終的にブルーとの決着を着けるべくダーク軍と袂を分かち、ブルーたちと共闘した。
漫画版では台詞の平仮名と片仮名の表記が逆になっている。
赤魔龍（あかまりゅう）
声 - 泉尚摯
黒魔龍のコピーで、ボディカラーは赤色。「ダーク」と「ポトリス・ライズ」しか喋らない。黒魔龍と異なり、主砲が麻痺効果のあるエネルギー弾を放つ五連砲となっている他、両肩に三連装ミサイルを装備している。必殺技は両肩のミサイルを発射する「紅龍閃滅弾（こうりゅうせんめつだん）」、主砲からエネルギー弾を放つ「紅龍破壊弾（こうりゅうはかいだん）」。黒魔龍同様、瞬間移動も可能。

#### ダーク軍三幹部
ダーク軍の最高幹部である三人組で、彼らもポトリスナイツとしての能力を持つ。ダークシティ陥落の折にポトリスナイツ&解放軍に捕らえられるも脱走。その後もダーク軍への復帰を図り、アイオーと赤魔龍を抹殺しようとするが失敗。最終的にダークポトリスに見捨てられたことで改心し、ブルーたちと共闘した。
レーザーパサマ
声 - 目黒未奈
ダーク軍三幹部のリーダー格で、ワイバーン型にポトリス・ライズする。年齢は20歳。かなりの理屈屋で、何度もブルーらを付け狙う。男性的な口調だが、実は女性。ダークポトリスにはイオン共々強い忠誠心を抱いているが、終盤にて裏切られることとなる。必殺技は砲身から素早くレーザーを放つ「レーザー瞬撃ショット（レーザーしゅんげきショット）」や、砲身から放ったレーザーを三分割させる「ワイバーントリプルサンダー」。ポトリス・ライズ後の胸部からはマニピュレーターを展開可能。元となったキャラクターは「レーザータンク」。
漫画版では最初に改心している。
セコインガル
声 - 上田祐司
クラーケン型にポトリス・ライズする三幹部の一人。年齢は21歳。頭脳派だが、優柔不断で意外と愚痴や思わぬボケが多い。そのため、中盤のダークシティでの決戦にてポトリスナイツとダークポトリスが交戦するや「奴らが共倒れになればポトリスワールドが自分たちのものになる」と豪語するも、ダークポトリスが劣勢になるや彼を応援するなど、他の三幹部と比べるとダークポトリスへの忠誠心は高くはない。ポセバイユートをライバル視する。必殺技は主砲から光輪を放つ「セコリング」やポトリス・ライズ後の触腕部分で相手を掴み、至近距離で胴体部分のキャノン砲から砲撃する「クラーケン海魔王アタック（クラーケンかいまおうアタック）」で、キャノン砲からは水中でも使用可能な煙幕も出せる。頭部から無線用のアンテナを展開可能。元となったキャラクターは「セコウインド」。
漫画版ではのんびり屋な性格をしている。また、上記の技に加えて相手の砲撃を体の中心に吸収し、撃ち返すカウンター技・「海王返盃砲（かいおうへんはいほう）」を使用している。
イオンエルガー
声 - 杉本ゆう
三幹部の一人で、ガルーダ型にポトリス・ライズする。いささか短気な性格の女性幹部で、22歳ではあるが年齢を気にしている。ホログラム投影機能を持つレーザー砲を搭載した衛星を遠隔操作して自信を援護させる他、ポトリス・ライズ前でも左右のウイングを羽ばたかせて飛行可能。必殺技は胴体の砲身からエネルギー弾を放つ「イオンアタック」や衛星からの砲撃「サテライトレーザー」、ポトリス・ライズ後の両翼のプロペラを回転させ、強風を発生させる「ガルーダ大魔風ストーム（ガルーダだいまふうストーム）」。また、頭部から無線用のアンテナを展開可能。元となったキャラクターは「イオンアタッカー」。

#### 暗闇隠密隊（くらやみおんみつたい）
ダーク軍の隠密部隊のくノ一でダークポトリスの部下。三幹部とは仲が悪い。その一方で隊員同士の絆は強く、隊員が一人倒されるごとに他の隊員たちが敵討ちを誓っていた。漫画版では登場しない。
紅ノ陽炎（くれないのかげろう）
声 - 松井菜桜子
暗闇隠密隊の隊長で、ダークポトリスへの忠誠心は強い。人型にポトリス・ライズする。必殺技は胸部の発射口から放つ炎を自在に操る「陽炎 炎地獄（かげろう ほのおじごく）」、自身の周囲に影を持たない分身を複数投影する「陽炎 百分身（かげろう ひゃくぶんしん）」。発射口からは手裏剣型の弾丸や、相手のエネルギーを吸収する電磁マキビシを発射可能（この点は他の隊員も共通）。また、自身の機能を任意で自己凍結することで相手を欺く「護身凍結蘇生の術（ごしんとうけつそせいのじゅつ）」を使用可能で、足に水蜘蛛を装備して水上でも歩行可能。胸部からはデータ回収機能を持つマニピュレーターを展開できる。
萌黄ノ砂塵（もえぎのさじん）
声 - 斉藤貴美子
暗闇隠密隊の一員。隠密隊一の攻撃力を誇り、ドリル戦車型にポトリス・ライズする。必殺技はドリルで地面を掘削することで、石つぶてを無数に連射する「砂塵 岩石くない（さじん がんせきくない）」。発射口からワイヤーを射出可能。
山吹ノ虚空（やまぶきのこくう）
声 - 山下亜矢香
暗闇隠密隊の一員。飛行メカ型のタンクモードから戦闘機型にポトリス・ライズする。必殺技は対象に当たると爆発する直線的な電撃を放つ「虚空 雷花火（こくう いかずちはなび）」や無数に手裏剣を発射する「虚空 十字手裏剣（こくう じゅうじしゅりけん）」、ポトリス・ライズ後の噴射口から煙幕を噴出する「虚空 煙地獄（こくう けむりじごく）」や羽を羽ばたかせることで竜巻を発生させる「虚空 竜巻落とし（こくう たつまきおとし）」、放電する竜巻を発生させる「虚空 竜巻大放電（こくう たつまきだいほうでん）」。発射口からワイヤーや鎖鎌を射出でき、紅同様「護身凍結蘇生の術」も使用可能。
浅黄ノ水天（あさぎのすいてん）
声 - 葛谷知花
暗闇隠密隊の一員。ホバータンク型のタンクモードから空中も飛行可能なトビウオ型にポトリス・ライズする。必殺技は踊りと共に津波を発生させる「水天 妖しの舞（すいてん あやしのまい）」や水中の魚型ポトリス生命体を超音波で操って相手を襲わせる「水天 鱗の舞（すいてん うろこのまい）」、無数の水滴を飛ばして超低温の気体で氷結させて相手に飛ばす「水天 氷の舞（すいてん こおりのまい）」、雪上にてポトリス・ライズ後のヒレ部分を羽ばたかせることで、雪を巻き上げて吹雪を発生させる「水天 厚雪の舞（すいてん あつゆきのまい）」。

#### その他のダーク軍指揮官・構成員
タオゼントス
声 - 西凜太朗
オネイダ
声 - 岩崎ひろし
ガラブーロ
声 - 長島雄一
ギザレス
声 - 梅津秀行
キンバルト
声 - 千葉繁
グランダー
声 - 大友龍三郎
ゲスマルト・ダヒル
声 - 長島雄一
サルコフ
声 - 後藤哲夫
ゴルダ
声 - 楠大典
デスマンダ
声 - 速水奨
アルマジロ
声 - 中田和宏
ザンギエフ
声 - 泉尚撃
ヒドロ
声 - 大西健晴
ジェリード
声 - 内海賢二
ジャッカル
声 - 中田譲治
ファイルホーク
声 - 石塚運昇
マント・マンティス
声 - 江原正士
ライナス
声 - 玄田哲章
リーベル・ネグロス
声 - 大塚芳忠
助役
声 - 後藤哲夫
町口
声 - 牛山茂
軍曹
声 - 田原アルノ

#### 兵器・量産機
ダークメガタンク
声 - 江川央生
ドグー
声 - 宮澤正
ダイバオーン
声 - 立木文彦
ダークデストロイア
4つの「オーパーツ」を組み合わせることで完成するダークポトリスの決戦兵器。巨大な節足動物に似た姿をしている。オーパーツの一つは争奪戦の末に破壊されたが、パーツを組み合わせる過程で起動し、近くにいたトルーパーや金属類を取り込んで完成に至った。起動していないときは焦げ茶色と青を基調としたカラーリングをしているが、起動すると青色の部分が赤色に変化する。その正体はかつて人間たちがストレンジャー根絶のために製造・使用した兵器にして、ポトリス・フューラー時代のダークポトリスのかつての体であった。
圧倒的な力を持ち、電撃を発射する首の両側や背中および尾の先端と裏側に連なるビーム砲や、機体下部から展開する相手を捕らえて強力なエネルギーを流し込んだり、相手の力を吸収して使役者に与える力を持つ触手を武器とし、口腔部からは強力な火炎放射・「地脈の炎（ちみゃくのほのお）」や、空中に放つことで落雷を発生させるエネルギー球を放つ。また、周囲に強固なバリアを張ることも可能。当初はオーパーツの一つを欠いて復活したことから急に機能停止に陥ることがあったが、紅を吸収することでエネルギーを得て克服。一度はアイオーが操縦した際にユウマの命を奪った。
アイオーの力を取り込んだダークポトリスが融合することでさらなる力をつけ、赤と紫を基調としたカラーリングに変化。ポトリスワールドに侵攻した。
最終決戦にてユウマと融合したブルーに融合されて内部への侵入を許し、ブルーが内部でダークポトリスとの戦闘を開始したため制御不能に陥る。最後は「ポトリスナイツ無限撃滅弾」を受けて崩壊し、完全消滅した。
漫画版では登場しない。
トルーパー
声 - 山岸功、岸尾大輔、三宅健太、川村拓央、大水忠相、松平真之介、永井涼、上田祐司、吉野貴宏、渡辺英雄、白熊寛嗣、彩木香里、田村聖子、斉藤貴美子、山下亜矢香、武虎、泉尚撃
髑髏のような形状の頭部を持ったダーク軍の量産兵で、「ダーク」の号令と共に攻撃を仕掛ける。他のポトリス生命体同様キャタピラの両足を持ち、戦闘時は両手首を収納して機銃を展開する。この他、両腕を消化器やミサイル砲、バズーカに換装したり、両足に水中活動用の装備を装着可能。通常のポトリス生命体同様に自我を持っている。
バズーカトルーパー
声 - 松平真之介
左腕が普通の形状をしており、右腕がミサイルを発射可能なバズーカになっている特別使用のトルーパー。
砲兵トルーパー
声 - 泉尚撃
両腕がビーム砲となっている重装甲の量産兵。
装甲兵トルーパー
左手と右手がそれぞれ盾と鉄球となっている重装甲タイプの量産兵。
槍兵トルーパー
左手と右手にそれぞれ盾とランスを装備した騎士型の量産兵。
ポトリス列車
声 - 宮澤正、立木文彦
列車タイプの量産型ポトリス生命体で、主に捕らえた市民たちや物資の運搬を担う。二号貨車と末尾貨車に二連砲をそれぞれ五問と二門装備しており、鼻が主砲となった顔を持つ一号車の頭部は体を切り離して飛行可能。
戦闘機ポトリス
戦闘機タイプの量産型ポトリス生命体。機体両側に二門のビーム砲を装備。
ヘリポトリス
声 - 田尻ひろゆき
戦闘ヘリタイプの量産型ポトリス生命体。機体下部と機体上部にそれぞれバルカン砲と二連装ミサイルを装備。
爆撃機ポトリス
爆撃機タイプの量産型ポトリス生命体。機体下部から爆弾を投下する。
装甲戦車
キャタピラ駆動の重装甲戦車。
戦闘ヘリポトリス
小型戦闘ヘリタイプの量産型ポトリス生命体。機体両翼にミサイルとミサイルポッドを、機体前方に機関砲をそれぞれ装備。
クジラ母艦
クジラのようなデザインの母艦タイプのポトリス生命体。空母や潜水艦としての機能を持ち、機体前方と上部にそれぞれ主砲と二連バルカン砲二門を、甲板前面と左右にそれぞれ二対と五対の二連砲を装備。機体正面の下部からはアームを展開可能。カラーバリエーションは赤と青の二種類存在する。
イルカ艦
声 - 宮澤正
イルカを思わせるデザインをした戦艦タイプの量産型ポトリス生命体。甲板前方と後方にそれぞれ二連主砲を装備。
クモポトリス
グランダーの体内に多数配備されているクモ型の量産型ポトリス生命体。下腹部上部に二連主砲を装備し、口や尻から糸を放ってグランダーの燃料となるオイルを体内に蓄えた蜜蜂ポトリスを捕獲したり、糸を広げてバリケードとして使用する。

### その他のポトリス生命体
アルタ・ロイテ
声 - 柴田秀勝
過去のポトリスワールドに起きた真実を知る長老のポトリス生命体で、初代ポトリスナイツたちと共に戦った伝説の戦士でもある。オーパーツの一つを所有していた。ブルーたちにポトリスワールドの真実を語るも、暗闇隠密隊の襲撃に遭う。ブルーたちの健闘虚しく紅にオーパーツに関するデータを奪われた上重傷を負い、ブルーたちに後を託して死亡。
オルデン
声 - 緒方賢一
ゲルト・クランク
声 - 宝亀克寿
ジェーン
声 - 魏涼子
トト
声 - 瀧本富士子
パッパラルディ
声 - たてかべ和也
フロイド
声 - 難波圭一
マルコ
声 - 坂本千夏
ララ
声 - 宍戸留美
ランザ・エスパ
声 - 平田広明

### ゲスト出演
ダイチング、ノブチング
声 - 大地洋輔、大谷ノブ彦（ダイノジ）
女学生たち
声 - 杏さゆり、若槻千夏、小倉優子、岩佐真悠子
デガワ23号
声 - 出川哲朗
リーエ
声 - 龍田梨恵（テレビ東京アナウンサー）

## 用語集
ポトリス・プラネット
機械生命体「ポトリス」が暮らす惑星。ダークポトリスの出現前にも侵略の魔の手に落ちようとしていた歴史があり、終盤で人間が住んでいたことが判明する。
ポトリス生命体
戦車や建設重機などの各種車両、もしくは動物の特性を持った機械生命体。水陸両用の特性を持った者たちを除き、水に入ると沈んでしまうため水には弱い。一部の者は変形することで強大なパワーを発揮する「ポトリス・ライズ」が可能。ファースト・ポトリス生命体との区別のため、「セカンド・ポトリス生命体」と呼称されることも。
ファースト・ポトリス生命体
セカンド・ポトリス生命体の誕生以前、ポトリスプラネットに暮らしていた人間たちの総称。
ストレンジャー
異世界からの来訪者にして突然変異体である人間たちのこと。ユウマとアイオーが該当する。
終盤にて、古代に栄えた人間の時代から記憶を消されてポッドに入れられ、時空の彼方に追放された存在であることが判明。融合したポトリスナイツや兵器をパワーアップさせる力を持つが、その力を危険視した人間たちが彼らを根絶しようとしたことで、結果的に人間が滅亡してしまった。
スナイパーストレンジャー
ストレンジャー抹殺のため、コンピューターによる遺伝子操作で作られた人造ストレンジャーの総称。通常のストレンジャー同様ポトリス生命体や兵器と融合する力を持ち、ストレンジャーを追ってポッドによる時空間移動を行う。
ヒト
声 - 池田昌子
最後のオーパーツが隠されている人間たちの遺した海底遺跡のコンピューターから映し出される、女性の姿をしたホログラム映像。ユウマとアイオーの力が共鳴したことによって出現し、ブルーたちに人間滅亡の真実を語った。
ダークシティ
ダーク軍の本拠地。ポトリスたちを強制労働させて巨大な塔の形状をした要塞・バベルタワーを建造させた。
中盤でポトリスナイツに制圧される。
漫画版では最終決戦まで制圧されていない。
ピースシティ
中盤にてポトリスナイツ&解放軍によって制圧されたダークシティが名称を改めたもので、ポトリスナイツと解放軍の活動拠点となる。
ユウマの実
ポトリスプラネットになっている青色の果実。
ポトリス生命体には毒だが、ストレンジャーは食べることができる。ユウマの名前の由来となった。
ポトリスナイツ
戦車型の「タンクモード」からポトリス・ライズ可能なポトリス生命体によって構成された正義の戦士たちの総称。総じて額にエンブレムを持つ。かつて一人のストレンジャーに力を分け与えられた初代ポトリスナイツによってポトリスワールドの平和が守られており、その力を受け継いだのがブルーたちである。ある者は自由と平和のためにダーク軍に立ち向かい、またある者はダーク軍としてポトリスワールドの侵略・支配を担う。
ポトリス・ライズ
可変機能を持ったポトリス生命体が変形すること。それぞれ幻獣や動物、各種兵器を模した形態（ポトリスナイツの場合は「ナイツモード」と呼ばれるが、ダークポトリスの造ったポトリス生命体の場合は「ダークモード」と呼ばれる）に変形することが可能。
アッパーライズ
ポトリスナイツのパワーアップ形態のこと。中盤にてブルー・バレル・ロゼキャリーがダーク軍によって研究されていた変形エネルギーを浴び、初変身を果たした。その後は変形エネルギーが無限弾を生成したことにより、リボルギアを通じて発動する。
無限銃リボルギア（むげんじゅうリボルギア）
中盤でユウマが手に入れる万能銃で、マイン・マルチ兄弟によって製作された。消耗品の通常弾は照明弾や狼煙として使用可能で、熱光線や物質をスキャンして成分などを分析する光線も発射可能。また、各地にいるポトリスナイツの反応を探知でき、彼らと通信することも可能。
無限弾（むげんだん）
変形エネルギーがブルーたちの体に宿った後、彼らから分離して形成された三個の銃弾。カラーリングは弾ごとに異なり、それぞれブルー・バレル・ロゼキャリーに対応している。ユウマがブルーと融合した状態でリボルギアにセットすることで、彼らをアッパーライズさせるエネルギーを放つことが可能。なお、変形エネルギーは人間たちの遺産の一つだった。

## スタッフ
- 企画 - サンライズ、SBS Productions
- 原案 - インターネットオンラインゲーム「FORTRESS(ポトリス)」より
- 企画協力 - DONG WOO ANIMATION
- 総監督 - 鴫野彰、ナム・ジョンシク（Nam jongsik）
- シリーズ構成 - 藤田伸三
- シナリオディレクター - 飯岡順一
- アニメーションディレクター・キャラクターデザイン - 高谷浩利、ユーン・ショクホ（Yoon Seok-Ho）
- 美術アイディア - 青木智由紀
- 美術 - 東條俊寿、Lee Hoey Young
- 色彩設計 - 斉藤恵
- デジタル編集 - 森田清次
- プロダクションコーディネーター - Cho Kum Nam
- 音響ディレクター - 三好慶一郎
- 音響スタジオ - 東北新社
- 音楽プロデュース - 真野昇、中道秀雄、前山寛邦
- 音楽 - 椎名KAY太、福島祐子
- 音楽協力 - テレビ東京ミュージック
- プロデューサー - 青木俊志、笹田直樹、長谷川徹
- アニメーションプロデューサー - ノウ・ジュンヒュン（Noh Jung Hyun）、チョ ホンジュン（Cho Hong Jun）
- アニメーション制作 - サンライズ、同友アニメーション
- 製作 - テレビ東京、NAS、サンライズ

## 主題歌
前期オープニングテーマ「超時空的DNA」
作詞・作曲 - 小幡英之 / 編曲 - audio highs / 歌 - COOL
後期オープニングテーマ「大地のスクラム」
作詞 - 小幡英之 / 作曲 - 井上大輔 / 編曲 - audio highs / 歌 - ENVY
前期エンディングテーマ「ALIVE〜the way to there〜」
作詞 - 真木須とも子 / 作曲 - 椎名KAY太 / 編曲 - 吉川慶 / 歌 - COOL
後期エンディングテーマ「ハレバレHello,Days」
作詞 - Batu Buian / 作曲 - 高見優 / 編曲 - audio highs / 歌 - ENVY

## 各話リスト
| 話数 | サブタイトル                      | 脚本              | 演出                              | 絵コンテ     | 原画作監                         | 放送日        |
| ---- | --------------------------------- | ----------------- | --------------------------------- | ------------ | -------------------------------- | ------------- |
| 1    | ダークシティ最期の戦い!           | 藤田伸三          | ナム・ジョンシク                  | 鴫野彰       | ホン・ユウミ クァン・ヒージャエ  | 2003年 4月5日 |
| 2    | 最強兵器黒魔龍!                   | 藤田伸三          | キム・ヨンチャン                  | 植田秀仁     | ホン・ユウミ クァン・ヒージャエ  | 4月12日       |
| 3    | 鉱山の決闘!                       | 藤田伸三          | キム・スンホン                    | 香川豊       | ホン・ユウミ クァン・ヒージャエ  | 4月19日       |
| 4    | キャノンとの出会い!               | 藤田伸三          | キァク・ナスー                    | 鴫野彰       | クァン・ヒージャエ               | 4月26日       |
| 5    | 狙われたユウマ!                   | 福嶋幸典          | リー・ジョンクン                  | さくら十四郎 | ホン・ユウミ、クァン・ヒージャエ | 5月3日        |
| 6    | 森の戦士クロスダーガ!             | 小沢俊介          | キム・ヨンチャン                  | 菊池一仁     | ホン・ユウミ、ソン・ヒュンジュ   | 5月10日       |
| 7    | トラップゾーンの戦い!             | 藤田伸三          | 矢野篤 キム・スンホン             | 香川豊       | ホン・ユウミ、クァン・ヒージャエ | 5月17日       |
| 8    | 静かなる騎士! カタパルト!         | 藤田伸三          | キム・スンホン                    | 菊池一仁     | ホン・ユウミ、ソン・ヒュンジュ   | 5月24日       |
| 9    | 海の男ポセバイユート!             | 福嶋幸典          | キム・ヨンホ                      | 香川豊       | リー・ムンスー                   | 5月31日       |
| 10   | マイン・マルチ兄弟の絆!           | 小沢俊介          | パク・チマン                      | さくら十四郎 | クァン・ヒージャエ               | 6月7日        |
| 11   | 紅蓮の炎からの脱出!               | 藤田伸三          | ナム・ジョンシク                  | 山中英治     | パク・ヒェリョン                 | 6月14日       |
| 12   | 奇襲作戦! メガタンクを倒せ!       | 藤田伸三          | 矢野篤 イ・ジョンキョン           | 菊池一仁     | ホン・ユウミ                     | 6月21日       |
| 13   | 北の大地を守れ!                   | 藤田伸三          | 矢野篤 キム・サンイォン           | 鴫野彰       | ホン・ユウミ クァン・ヒージャエ  | 6月28日       |
| 14   | 故郷への疾走!                     | 三浦浩児          |                                   |              |                                  | 7月5日        |
| 15   | まぼろしの軍団!                   | 増田貴彦          |                                   |              |                                  | 7月12日       |
| 16   | ユウマの予知能力                  | 小沢俊介 藤田伸三 |                                   |              |                                  | 7月19日       |
| 17   | ポトリスナイツ絶体絶命            | 小沢俊介 藤田伸三 |                                   |              |                                  | 7月26日       |
| 18   | ジェーンのカメラで大ピンチ!       | 三浦浩児          |                                   |              |                                  | 8月2日        |
| 19   | ナイツ危うし! 姿なき悪魔!         | 増田貴彦          |                                   |              |                                  | 8月9日        |
| 20   | 街を守る消防ポトリス!             | 藤田伸三          |                                   |              |                                  | 8月16日       |
| 21   | 祝砲屋チャペック頑張る!           | 扇沢延男          |                                   |              |                                  | 8月23日       |
| 22   | 女スパイ? 踊り子ジーナ            | 大川俊道          |                                   |              |                                  | 8月30日       |
| 23   | 謎の病院!? 生き残ったブルー       | 三浦浩児          |                                   |              |                                  | 9月6日        |
| 24   | 遭遇! 謎のピラミッド!             | 三浦浩児          |                                   |              |                                  | 9月13日       |
| 25   | 決戦の島! ダーク対ナイツ          | 藤田伸三          |                                   |              |                                  | 9月20日       |
| 26   | 決戦の島! ユウマ発動!             | 藤田伸三          |                                   |              |                                  | 9月27日       |
| 27   | 超無限合体! オメガ激烈弾!         | 藤田伸三          |                                   |              |                                  | 10月4日       |
| 28   | 熱砂の戦い! 勇者アスタッシュ      | 増田貴彦          |                                   |              |                                  | 10月11日      |
| 29   | 熱砂の戦い! 強敵ザンギエフ        | 増田貴彦          |                                   |              |                                  | 10月18日      |
| 30   | 街抵抗の始まり                    | 扇沢延男          |                                   |              |                                  | 10月25日      |
| 31   | 運河の戦い! 波乗りナイツ!         | 三浦浩児          |                                   |              |                                  | 11月1日       |
| 32   | キンバルト博士のミクロな愛情      | 藤田伸三          |                                   |              |                                  | 11月8日       |
| 33   | 少年タンクマルコとの出会い        | 三浦浩児          |                                   |              |                                  | 11月15日      |
| 34   | 友情! サイレントヒルの戦い        | 増田貴彦          |                                   |              |                                  | 11月22日      |
| 35   | 猪突猛進! 老タンクパワー!         | 扇沢延男          |                                   |              |                                  | 11月29日      |
| 36   | ロゼ・キャリー運命の再会          | 藤田伸三          |                                   |              |                                  | 12月6日       |
| 37   | 爆走特急! 囮作戦を阻止せよ        | 三浦浩児          |                                   |              |                                  | 12月13日      |
| 38   | 強敵! 赤魔龍登場                  | 三浦浩児          |                                   |              |                                  | 12月20日      |
| 39   | 大激戦! ダークの野望を打ち砕け    | 藤田伸三          |                                   |              |                                  | 12月27日      |
| 40   | 大激戦! 超時空破壊砲発射!         | 藤田伸三          |                                   |              |                                  | 2004年 1月3日 |
| 41   | ブルーVS黒魔龍                    | 藤田伸三          |                                   |              |                                  | 1月10日       |
| 42   | ストレンジャーの秘密              | 藤田伸三          |                                   |              |                                  | 1月17日       |
| 43   | 激突! ふたりのストレンジャー      | 藤田伸三          |                                   |              |                                  | 1月24日       |
| 44   | 奪回せよ! 第二のパーツ            | 藤田伸三          |                                   |              |                                  | 1月31日       |
| 45   | 大脱走! ダーク軍三幹部            | 三浦浩児          |                                   |              |                                  | 2月7日        |
| 46   | トライアングルバトル!第三のパーツ | 三浦浩児          |                                   |              |                                  | 2月14日       |
| 47   | ダーク軍秘密基地を探せ!           | 藤田伸三          | キム・ヨンチャン                  | 菊池一仁     | チョイ・ジョンミン               | 2月21日       |
| 48   | ドラゴンブルー絶体絶命!           | 藤田伸三          |                                   |              |                                  | 2月28日       |
| 49   | 最後のパーツ! 謎の海底遺跡        | 藤田伸三          | キム・ジョンクン                  | 山中英治     | パク・ヒェリョン                 | 3月6日        |
| 50   | 究極の兵器! ダークデストロイア    | 藤田伸三          |                                   |              |                                  | 3月13日       |
| 51   | ストレンジャーの最期?             | 藤田伸三          |                                   |              |                                  | 3月20日       |
| 52   | ポトリスナイツ! 正義の旗のもとに  | 藤田伸三          | キム・チョンクン キム・ヨンチャン | 鴫野彰       | クワン・ヒージャエ               | 3月27日       |

## コラボレーション
本作の総監督でもあり、2024年5月30日に70歳で逝去した鴫野彰の追悼を記念し、本作と『新幹線変形ロボ シンカリオン』3タイトルでのコラボイラストがPixivで一部解禁された。共同作画はYANと愛の少女が務めた。コラボされたキャラクターは以下の通りである。
ドラゴンブルー&ユウマグループ
- ドラゴンブルー
- ユウマ
- 速杉ハヤト（声 - 佐倉綾音）
- 新多シン（声 - 津田美波）
- 大成タイセイ（声 - 石橋陽彩）

デュアル・ロゼ&デュアル・キャリーグループ
- デュアル・ロゼ
- デュアル・キャリー
- 男鹿アキタ（声 - 沼倉愛美）
- 大曲ハナビ（声 - 寺崎裕香）
- フォールデン・アカネ（声 - 小野賢章）

タイガーバレルグループ
- タイガーバレル
- 大門山ツラヌキ（声 - 村川梨衣）
- 戸隠タイジュ（声 - 鶏冠井美智子）
- 九頭竜リョータ（声 - 土屋神葉）

カタパルトカタグループ
- カタパルトカタ
- 清洲リュウジ（声 - 逢坂良太）
- 清洲タツミ（声 - 日野佑美）
- 安城ナガラ（声 - 東山奈央）
- 安城シマカゼ（声 - 内田雄馬）
- 魚虎テン（声 - 藤原夏海）

梔子モリト（声 - 田村睦心）
マインスポーケングループ
- マインスポーケン
- 発音ミク（声 - 藤田咲）
- 月野メーテル（声 - ゆきのさつき）
- 五稜郭シオン（声 - 田澤茉純）

キャノンガムグループ
- キャノンガム
- 大空レイ（声 - 松井恵理子）
- 中洲ヤマカサ（声 - 島袋美由利）
- 海風ツクモ（声 - 畠中祐）

クロスダーガグループ
- クロスダーガ
- 月山シノブ（声 - 吉村那奈美）
- 最上ガンマ（声 - 石黒史剛）

ポセバイユートグループ
- ポセバイユート
- 速杉ホクト（声 - 杉田智和）
- 嵐山ギンガ（声 - 蒼井翔太）
- 西大路ヤマト（声 - 浦和希）

マルチココパグループ
- マルチココパ
- 霧島タカトラ（声 - 市来光弘）
- 五ツ橋ギン・ジョウ（声 - 合田絵利）

黒魔龍グループ
- 黒魔龍
- 碓氷アブト（声 - 鬼頭明里）
- 工部レイジ（声 - 梶裕貴）

暗黒隠密隊グループ
- 紅ノ陽炎
- 萌黄ノ砂塵
- 山吹ノ虚空
- 浅黄ノ水天
- 高輪カドミチ（声 - 小林親弘）
- 鍋島チクゴ（声 - 三木眞一郎）

ダークポトリスグループ
- ダークポトリス
- 浜カイジ（声 - 田中正彦）

アイオーグループ
- アイオー
- 大成イナ（声 - 喜多村英梨）

ダーク軍三幹部グループ
- レーザーパサマ
- セコインガル
- イオンエルガー
- 津川アガノ（声 - 村井雄治）
- 岩見沢ソラチ（声 - 渡辺紘）
- 落合ミヨシ（声 - 石井未紗）

ジーナグループ
- ジーナ
- 川越タンゴ（声 - 斉藤次郎）

クレール・ダングループ
- クレール・ダン
- 上田アズサ（声 - 竹達彩奈）
- 青梅マイ（声 - 本渡楓）